# Gió qua miền tối sáng
Gió qua miền tối sáng là một bộ phim truyền hình được thực hiện bởi Trung tâm Phim truyền hình Việt Nam, Đài Truyền hình Việt Nam do NSND Phạm Thanh Phong làm đạo diễn. Phim phát sóng lần đầu vào năm 1998 trên kênh VTV1.
Đây được coi là bộ phim truyện truyền hình Việt Nam đầu tiên áp dụng kỹ thuật thu thanh trực tiếp trên trường quay.

## Nội dung
Gió qua miền tối sáng xoay quanh vấn nạn nhức nhối của xã hội Việt Nam những năm 1990 khi các ông chồng ngoại tình rồi mang căn bệnh HIV/AIDS về lây nhiễm cho vợ. Qua đó đem đến một bài học cảnh tỉnh về việc giữ gìn hạnh phúc càng trở nên thiết thực với mỗi gia đình...

## Diễn viên
- Lê Tuấn Anh trong vai Quang[4]
- NSND Minh Hòa trong vai Khánh[1]
- NSƯT Linh Huệ trong vai Hậu[5]
- Trần Ngọc Quốc trong vai Ông Cả Ban
- NSND Trọng Trinh trong vai Hưng
- NSND Phương Thanh trong vai Hiền
- Phát Triệu trong vai Ông Thiện
- NSND Ngọc Lan trong vai Vợ ông Thiện
- NSND Minh Đức trong vai Cô Tâm
- Đình Thơ trong vai Ông Phong
- Hồng Chương trong vai Cụ Đa
- Ngân Hoa trong vai Kim
- Hữu Đại trong vai Đương
- Thanh Thủy trong vai Thoa
- Thanh Tùng trong vai Đô
- Thu Hiền trong vai Dung
- Hà Anh trong vai Trà
- NSND Hoàng Dũng trong vai Bác sĩ Minh
- Vũ Tăng trong vai Ông già coi đền
- Văn Toản trong vai Ông hàng nước
- Yến Vy trong vai Em gái Quang[6]

Và một số diễn viên khác...

## Ca khúc trong phim
Bài hát trong phim là ca khúc "Bão giông" do Vũ Thảo sáng tác và Quang Huy thể hiện.